# Charles Edgar Schoenbaum

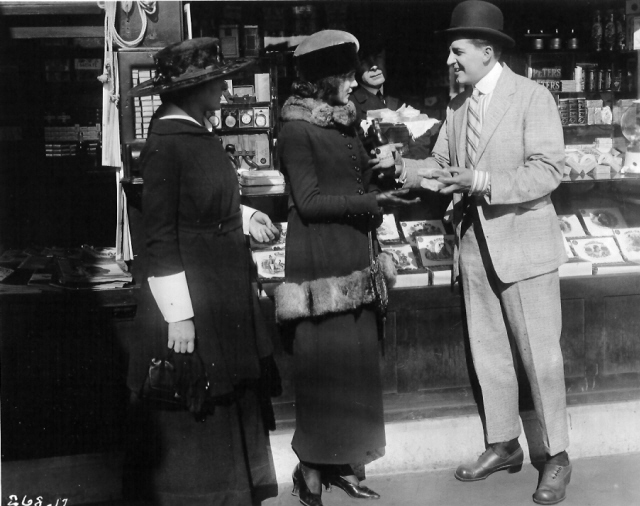
It Pays to Advertise (1919) :
Lois Wilson (au centre) et Bryant Washburn

Charles Edgar Schoenbaum (parfois crédité Charles Schoenbaum), né le 28 avril 1893 à Los Angeles (Californie), mort le 23 janvier 1951 à Beverly Hills (Californie), est un directeur de la photographie américain, membre de l'ASC.

## Biographie
Charles Edgar Schoenbaum débute comme chef opérateur sur Les Conquérants (avec Wallace Reid, Raymond Hatton et Geraldine Farrar), film muet de Cecil B. DeMille, sorti en 1917. Au long de sa carrière, il collabore à cent-onze films américains (y compris des westerns), dont une cinquantaine muets. Ses trois derniers sortent en 1950, dont Stars in My Crown de Jacques Tourneur, avec Joel McCrea et Ellen Drew.
Un de ses films les plus connus est Les Quatre Filles du docteur March de Mervyn LeRoy (version de 1949, avec June Allyson et Mary Astor), qui lui vaut en 1950 une nomination à l'Oscar de la meilleure photographie.
Outre les réalisateurs déjà cités, il assiste notamment John Francis Dillon (ex. : Sally en 1929, avec Alexander Gray et Joe E. Brown), Lionel Barrymore (Le Chant du bandit en 1930, avec Laurel et Hardy), Robert Florey (La Fille de Shanghai en 1937, avec Anna May Wong et Philip Ahn), Robert Z. Leonard (ex. : Cynthia en 1947, avec Elizabeth Taylor et George Murphy), ou encore Fred M. Wilcox (Le Maître de Lassie en 1948, avec Edmund Gwenn et Lumsden Hare), entre autres.

## Filmographie partielle

### Années 1910
- 1917 : Les Conquérants (The Woman God Forgot) de Cecil B. DeMille
- 1918 : The Girl Who Came Back (en) de Robert G. Vignola
- 1918 : The Way of a Man with a Maid de Donald Crisp
- 1918 : The Mystery Girl de William C. de Mille
- 1919 : An Adventure in Hearts de James Cruze
- 1919 : Venus in the East de Donald Crisp
- 1919 : The Winning Girl de Robert G. Vignola
- 1919 : Un jeune homme trop rangé (A Very Good Young Man) de Donald Crisp
- 1919 : Hawthorne of the U.S.A. (en) de James Cruze
- 1919 : It Pays to Advertise de Donald Crisp

### Années 1920
- 1920 : Always Audacious de James Cruze
- 1920 : The Six Best Cellars de Donald Crisp
- 1921 : The Charm School de James Cruze
- 1922 : Cent à l'heure (Across the Continent) de Phil Rosen
- 1922 : The World's Champion de Phil Rosen
- 1923 : Nobody's Money de Wallace Worsley
- 1923 : Mr. Billings spends his Dime de Wesley Ruggles
- 1924 : Marins (Code of the Sea) de Victor Fleming
- 1924 : Empty Hands de Victor Fleming
- 1925 : La Race qui meurt (The Vanishing American) de George B. Seitz
- 1925 : L'Aventure (Adventure) de Victor Fleming
- 1925 : In the Name of Love d'Howard Higgin
- 1925 : A Son of His Father de Victor Fleming
- 1925 : Le Cargo infernal (The Devil's Cargo) de Victor Fleming
- 1926 : Born to the West de John Waters
- 1926 : Desert Gold de George B. Seitz
- 1927 : Drums of the Desert de John Waters
- 1927 : The Mysterious Rider de John Waters
- 1927 : Nevada de John Waters
- 1928 : Beau Sabreur de John Waters
- 1928 : Comment on les mate ! (The Water Hole) de F. Richard Jones
- 1929 : Sally de John Francis Dillon

### Années 1930
- 1930 : Le Chant du bandit (The Rogue Song) de Lionel Barrymore
- 1930 : She got what she wanted de James Cruze
- 1930 : Bright Lights de Michael Curtiz
- 1930 : Bride of the Regiment de John Francis Dillon
- 1931 : Woman Hungry de Clarence G. Badger
- 1931 : Command Performance de Walter Lang
- 1931 : Salvation Nell de James Cruze
- 1931 : Le Damné (Hell Bound) de Walter Lang
- 1932 : Si j'avais un million (If I had a Million), film à sketches de James Cruze & al., segments Death Cell et The Three Marines
- 1932 : Men Are Such Fools de William Nigh
- 1933 : Tomorrow at Seven (en) de Ray Enright
- 1933 : Goodbye Love (en) d'H. Bruce Humberstone
- 1935 : It's in the Air de Charles Reisner
- 1936 : Le Chant du Missouri (Rainbow on the River) de Kurt Neumann
- 1937 : Secret Valley (en) d'Howard Bretherton
- 1937 : La Fille de Shanghai (Daughter of Shanghai) de Robert Florey
- 1937 : On Such a Night d'Ewald André Dupont
- 1937 : Escape to Paradise d'Erle C. Kenton
- 1938 : Sons of the Legion de James Patrick Hogan

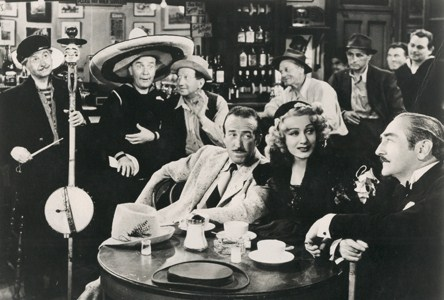
June Havoc et Adolphe Menjou (au premier plan, à droite), dans Hi Diddle Didle (1943)

- 1939 : Fisherman's Wharf de Bernard Vorhaus
- 1939 : Lune de miel à Bali (Honeymoon in Bali) d'Edward H. Griffith

### Années 1940
- 1941 : New York Town de Charles Vidor
- 1942 : Junior Army de Lew Landers
- 1943 : Hi Diddle Diddle d'Andrew L. Stone
- 1943 : Salute to the Marines (en) de S. Sylvan Simon
- 1946 : L'Ange et le Bandit (Bad Bascomb) de S. Sylvan Simon
- 1947 : The Mighty McGurk de John Waters
- 1947 : Cynthia de Robert Z. Leonard
- 1947 : Vive l'amour (Good News) de Charles Walters
- 1948 : Le Maître de Lassie (Hills of Home) de Fred M. Wilcox
- 1948 : Belle Jeunesse (Summer Holiday) de Rouben Mamoulian
- 1949 : Les Quatre Filles du docteur March (Little Women) de Mervyn LeRoy
- 1949 : Le Défi de Lassie (Challenge to Lassie) de Richard Thorpe

### Années 1950
- 1950 : Le Convoi maudit (The Outriders) de Roy Rowland
- 1950 : Stars in My Crown de Jacques Tourneur
- 1950 : Jamais deux sans toi (Duchess of Idaho) de Robert Z. Leonard

## Nomination
- 1950 : Nomination à l'Oscar de la meilleure photographie, catégorie couleur (partagée avec Robert H. Planck), pour Les Quatre Filles du docteur March.